# Liste der Local Municipalitys in der Provinz Nordkap

Die Provinz Nordkap mit Distrikten und Gemeinden (Stand 2016)

Die Liste der Gemeinden in der Provinz Nordkap führt alle Gemeinden (Local Municipalities) in der südafrikanischen Provinz Nordkap (Northern Cape) auf.
Nordkap ist in fünf Distrikte (District Municipalities) mit insgesamt 26 Gemeinden eingeteilt.

## Legende
- Gemeinde: Name der Gemeinde
- Voller Name: Offizielle Bezeichnung der Gemeinde
- Code: Code der Gemeinde (Municipal Code)
- Sitz: Verwaltungssitz der Gemeinde
- Einwohner (Zensus): Anzahl der Einwohner der Gemeinde nach der Volkszählung aus dem Jahr 2001
- Einwohner (Zensus): Anzahl der Einwohner der Gemeinde nach der Volkszählung aus dem Jahr 2011
- Fläche: Fläche der Gemeinde (Stand 2011)
- Distrikt: Distrikt, zu dem die Gemeinde gehört

## Liste
| Gemeinde                                           | Voller Name                       | Code  | Sitz          | Einwohner Zensus 2001 | Einwohner Zensus 2011 | Fläche (km²) | Distrikt            |
| -------------------------------------------------- | --------------------------------- | ----- | ------------- | --------------------- | --------------------- | ------------ | ------------------- |
| Richtersveld                                       | Richtersveld Local Municipality   | NC061 | Port Nolloth  | 10.125                | 11.982                | 9.608        | Namakwa             |
| Nama Khoi                                          | Nama Khoi Local Municipality      | NC062 | Springbok     | 44.750                | 47.041                | 17.989       | Namakwa             |
| Kamiesberg                                         | Kamiesberg Local Municipality     | NC064 | Garies        | 10.754                | 10.187                | 14.210       | Namakwa             |
| Hantam                                             | Hantam Local Municipality         | NC065 | Calvinia      | 19.813                | 21.578                | 36.128       | Namakwa             |
| Karoo Hoogland                                     | Karoo Hoogland Local Municipality | NC066 | Williston     | 10.512                | 12.588                | 32.274       | Namakwa             |
| Khâi-Ma                                            | Khâi-Ma Local Municipality        | NC067 | Pofadder      | 11.344                | 12.465                | 16.628       | Namakwa             |
| Ubuntu                                             | Ubuntu Local Municipality         | NC071 | Victoria West | 16.375                | 18.601                | 20.389       | Pixley Ka Seme      |
| Umsobomvu                                          | Umsobomvu Local Municipality      | NC072 | Colesberg     | 23.641                | 28.376                | 6.819        | Pixley Ka Seme      |
| Emthanjeni                                         | Emthanjeni Local Municipality     | NC073 | De Aar        | 35.549                | 42.356                | 13.472       | Pixley Ka Seme      |
| Kareeberg                                          | Kareeberg Local Municipality      | NC074 | Carnarvon     | 9.488                 | 11.673                | 17.702       | Pixley Ka Seme      |
| Renosterberg                                       | Renosterberg Local Municipality   | NC075 | Petrusville   | 9.070                 | 10.978                | 5.527        | Pixley Ka Seme      |
| Thembelihle                                        | Thembelihle Local Municipality    | NC076 | Hopetown      | 13.987                | 15.701                | 8.023        | Pixley Ka Seme      |
| Siyathemba                                         | Siyathemba Local Municipality     | NC077 | Prieska       | 17.512                | 21.591                | 14.725       | Pixley Ka Seme      |
| Siyancuma                                          | Siyancuma Local Municipality      | NC078 | Douglas       | 35.810                | 37.076                | 16.753       | Pixley Ka Seme      |
| Mier1                                              | Mier Local Municipality           | NC081 | Mier          | 6.844                 | 7.003                 | 22.468       | ZF Mgcawu           |
| Kai ǃGarib                                         | Kai ǃGarib Local Municipality     | NC082 | Kakamas       | 55.702                | 65.869                | 26.358       | ZF Mgcawu           |
| Khara Hais1                                        | Khara Hais Local Municipality     | NC083 | Upington      | 75.671                | 93.494                | 21.870       | ZF Mgcawu           |
| ǃKheis                                             | ǃKheis Local Municipality         | NC084 | Groblershoop  | 16.123                | 16.637                | 11.107       | ZF Mgcawu           |
| Tsantsabane                                        | Tsantsabane Local Municipality    | NC085 | Postmasburg   | 23.987                | 35.093                | 18.333       | ZF Mgcawu           |
| Kgatelopele                                        | Kgatelopele Local Municipality    | NC086 | Danielskuil   | 14.743                | 18.687                | 2.478        | ZF Mgcawu           |
| Sol Plaatjie                                       | Sol Plaatjie Local Municipality   | NC091 | Kimberley     | 201.465               | 248.041               | 3.145        | Frances Baard       |
| Dikgatlong                                         | Dikgatlong Local Municipality     | NC092 | Barkly West   | 35.765                | 46.841                | 7.315        | Frances Baard       |
| Magareng                                           | Magareng Local Municipality       | NC093 | Warrenton     | 21.733                | 24.204                | 1.542        | Frances Baard       |
| Phokwane (früher: Phokwane Cross Boundary)         | Phokwane Local Municipality       | NC094 | Hartswater    | 61.321                | 63.000                | 834          | Frances Baard       |
| Joe Morolong                                       | Joe Morolong Local Municipality   | NC451 | Mothibistad   | 23.202                | 89.530                | 20.172       | John Taolo Gaetsewe |
| Ga-Segonyana (früher: Ga-Segonyana Cross Boundary) | Ga-Segonyana Local Municipality   | NC452 | Kuruman       | 91.708                | 93.652                | 4.492        | John Taolo Gaetsewe |
| Gamagara                                           | Gamagara Local Municipality       | NC453 | Kathu         | 70.392                | 41.617                | 2.619        | John Taolo Gaetsewe |

1 2016 zur Gemeinde Dawid Kruiper (NC087) zusammengelegt